# China Championship
Het China Championship is een professioneel snookertoernooi in China. Het werd voor het eerst gehouden in het najaar van 2016 en werd in 2017 een van de rankingtoernooien. De eerste editie werd gewonnen door John Higgins.

## Winnaars
| Jaar                             | Winnaar                          | Verliezend finalist              | Score                            | Seizoen                          |
| China Championship (non-ranking) | China Championship (non-ranking) | China Championship (non-ranking) | China Championship (non-ranking) | China Championship (non-ranking) |
| -------------------------------- | -------------------------------- | -------------------------------- | -------------------------------- | -------------------------------- |
| 2016                             | John Higgins                     | Stuart Bingham                   | 10-7                             | 2016/2017                        |
| China Championship (ranking)     |                                  |                                  |                                  |                                  |
| 2017                             | Luca Brecel                      | Shaun Murphy                     | 10-5                             | 2017/2018                        |
| 2018                             | Mark Selby                       | John Higgins                     | 10-9                             | 2018/2019                        |
| 2019                             | Shaun Murphy                     | Mark Williams                    | 10-9                             | 2019/2020                        |